# Maladie de Pacheco
Pour les articles homonymes, voir Pacheco.
 (avril 2023).
La Maladie de Pacheco est une maladie causée par un Herpesviridae qui touche presque exclusivement les psittacidés. Ce virus, peut, comme bon nombre d'Herpesviridae, rester asymptomatique longtemps.